# 塩化ジスプロシウム(III)
塩化ジスプロシウム(III)（えんかジスプロシウム(III)、dysprosium(III) chloride）もしくは三塩化ジスプロシウムは、化学式DyCl3で表されるジスプロシウムと塩素の化合物である。黄みがかった白色の固体であり、湿潤空気中に曝すと急速に吸湿して六水和物DyCl3·6H2Oを形成する。この六水和物を急加熱すると一部加水分解を起こし、オキシ塩化物(DyOCl)となる。

## 合成
塩化ジスプロシウムは他の希土類塩化物と同様、塩化剤に塩化アンモニウムを用いた方法によって合成される。前躯体としては酸化ジスプロシウム(III)もしくは塩化ジスプロシウム六水和物、オキシ塩化ジスプロシウムが用いられ、いずれの原料を用いても、塩化ジスプロシウムと塩化アンモニウムの複塩である(NH4)2[DyCl5]を経由する。二段目の反応式は熱分解反応であり、中間体(NH4)[Dy2Cl7]を介して反応が進行する。
{\displaystyle {\ce {{10NH4Cl}+ Dy2O3 -> {2(NH4)2[DyCl5]}+ {6NH3}+ 3H2O}}}
{\displaystyle {\ce {(NH4)2[DyCl5] -> {2NH4Cl}+ DyCl3}}}
酸化ジスプロシウムを塩酸で湿式処理すると塩化ジスプロシウム六水和物が得られるが、これを加熱しても無水物は得られずにオキシ塩化物となる。

## 用途
塩化ジスプロシウムは適度に強いルイス酸であり、HSAB則による硬い酸に分類される。塩化ジスプロシウムの水溶液は他のジスプロシウム化合物を合成する前躯体として用いられ、例えばフッ化ナトリウムとの反応によってフッ化ジスプロシウムが合成される。
{\displaystyle {\ce {{DyCl3}+ 3NaF -> {DyF3}+ 3 NaCl}}}
金属ジスプロシウムは、塩化リチウムと塩化カリウムからなる共晶溶融塩中での塩化ジスプロシウムの溶融塩電解によって得られ、タングステンのカソード上でDy2+を経由して還元される。